# 2011.
◄ | 20. stoljeće | 21. stoljeće | 22. stoljeće | ►
◄ | 1980-ih | 1990-ih | 2000-ih | 2010-ih | 2020-ih | 2030-ih | 2040-ih | ►
◄◄ | ◄ | 2008. | 2009. | 2010. | 2011. | 2012. | 2013. | 2014. | ► | ►►
Arhitektura • Astronautika • Astronomija • Biologija • Film • Fotografija • Glazba • Kazalište • Kemija • Kiparstvo • Knjige • Književnost • Kršćanstvo • Meteorologija • Medicina • Planinarstvo • Politika • Pravo • Promet • Slikarstvo • Strip • Šport • Televizija • Znanost • Zrakoplovstvo • Željeznički promet

## Događaji

### Siječanj
- 1. siječnja – Estonija uvodi euro i zamjenjuje krunu.
- 1. siječnja – Mađarska preuzima šestomjesečno predsjedanje Europskom unijom.[1]
- 2. siječnja – u Hrvatskoj s radom počinju nacionalni TV-kanali Doma TV i RTL 2.
- 4. siječnja – Održana je utrka ženskog slaloma Svjetskog skijaškog kupa na zagrebačkom Sljemenu. Snježnom kraljicom postala je Austrijanka Marlies Schild.
- 5. siječnja – u BiH uhićen je hrvatski državljanin Tihomir Purda na osnovu srpskih optužbi za ratne zločine.
- 6. siječnja – Održana je muška slalomska utrka Svjetskog skijaškog kupa na zagrebačkom Sljemenu. Pobjednik je André Myhrer, a hrvatski skijaš Ivica Kostelić osvojio je drugo mjesto.
- 8. siječnja – u Tucsonu, SAD dogodio se atentat na američku demokratsku kongresnicu Gabrielle Giffords koja je tom prilikom teško ranjena, a šestero je ljudi smrtno stradalo.
- 9. siječnja – Južni Sudan će održati referendum o nezavisnosti.[2]
- 9. siječnja – Hrvatski skijaš Ivica Kostelić je u švicarskom Adelbodenu u slalomskoj utrci Svjetskog skijaškog kupa osvojio prvo mjesto. Ovom pobjedom Ivica je preuzeo vodstvo u ukupnom redoslijedu Svjetskog kupa.
- 11. siječnja – poplave i klizište blata u brazilskoj pokrajini Rio de Janeira usmrtile su više od 774 ljudi.
- 14. siječnja – Hrvatski skijaš Ivica Kostelić u švicarskom je Wengenu pobijedio u superkombinaciji za Svjetski kup. Superkombinacija je kombinacija utrka slaloma i spusta. Bodove je plasmanom zaslužio i Tin Široki (po prvi put u karijeri), a Natko Zrnčić-Dim naknadno je diskvalificiran.
- 15. siječnja – u Tunisu se održavaju masovni prosvjedi zbog skupe hrane i života. Zbog tih je prosvjeda tuniški predsjednik Zine El Abidine Ben Ali dao ostavku te pobjegao u Saudijsku Arabiju.
- 16. siječnja – Hrvatski skijaš Ivica Kostelić u švicarskom je Wengenu u slalomskoj utrci Svjetskog skijaškog kupa osvojio prvo mjesto.
- 17. siječnja – Emitirana je posljednja emisija "Latinice".
- 20. – 22. siječnja – U Bjelovaru se održava 8. Međunarodni udaraljkaški tjedan (IPEW).
- 21. siječnja – Hrvatski skijaš Ivica Kostelić nastavio je niz pobjeda i u austrijskom Kitzbühelu, gdje je po prvi put u karijeri pobijedio u jednoj utrci superveleslaloma.
- 23. siječnja – Hrvatski skijaš Ivica Kostelić ostvario drugu pobjedu u austrijskom Kitzbühelu, gdje pobijedio u disciplini alpska kombinacija.
- 24. siječnja – Papa Benedikt XVI. imenovao je mons. Matu Uzinića novim dubrovačkim biskupom.
- 24. siječnja – Hrvatska atletičarka Mikela Ristoski osvojila je drugo zlatno odličje za Hrvatsku na Svjetskom prvenstvu u atletici za osobe s invaliditetom, koje se održalo u Christchurchu na Novom Zelandu. Ristoski je postala svjetska prvakinja u skoku u dalj.
- 24. siječnja – Najmanje 35 osoba ubijeno je i više od 100 ozlijeđeno je u bombaškom napadu na zračnu luku Domodedovo u Moskvi, Rusiji.
- 25. siječnja – Početak masovnih prosvjeda u Egiptu protiv predsjednika Mubaraka. Prosvjedi i u Tunisu i Libanonu(gdje je uz javno protivljenje SAD-a Najib Mikati izabran za premijera uz podršku Hezbolaha.
- 28. siječnja – U više od 60 hrvatskih gradova i 150 muzeja, galerija i ustanova u kulturi održavala se 7. noć muzeja.
- 30. siječnja – Hrvatski skijaš Ivica Kostelić osvojio je superkombinaciju u Chamonixu, a Natko Zrnčić-Dim bio je drugi. Bodove su osvojili još dvojica hrvatskih skijaša, Dalibor Šamšal završio je 25., a Tin Široki 29.

### Veljača
- 9. veljače – Na 41. svjetskom prvenstvu u alpskom skijanju u Garmisch-Partenkirchenu hrvatski skijaš Ivica Kostelić u prvoj disciplini muškog dijela programa, superveleslalomu, osvojio je broncu.
- 11. veljače – egipatski predsjednik Hosni Mubarak podnio ostavku.
- 12. – 13. veljače – U Splitu se održavala središnja proslava stote Hajdukove obljetnice. U nedjelju na Poljudu Hajduk je dočekao Slaviju iz Praga, grada iz kojega je prije punih sto godina u Split stigla prva nogometna lopta.
- 13. veljače – stoti rođendan splitskog Hajduka.
- 15. veljače – Prosvjedi u Libiji 2011.
- 16. veljače – Vodstvo hrvatske manjine u Srbiji Otvorenim pismom pozvali državni vrh Srbije i Hrvatske da se zauzmu za prekid „denacionalizacije dijela hrvatske nacionalne manjine u Vojvodini"  i umjetne podjele bunjevačkih Hrvata na Hrvate i Bunjevce.
- 19. – 20. veljače – U zagrebačkom kinu Europa održavao se Festival hrvatskog animiranog filma.
- 25. veljače – Masovni prosvjed u Zagrebu traži ostavku vlade zbog loše ekonomske situacije. Međutim, među prosvjednicima su se našli i huligani i agresivni navijači koji su izveli marš na Gornji grad i primitivno napali policiju. To je rezultiralo najvećim nasilnim neredima od Domovinskog rata. Privedeno je 60-ak izgrednika a organizatori prosvjeda su se ogradili od nasilnika koji su samo došli radi naguravanja.
- 26. veljače – U Splitu na Zimskom bacačkom prvenstvu Hrvatske, Sandra Perković postavila je nove hrvatske rekorde u bacanju diska i kugle. Rekord u bacanju diska je najbolji rezultat u svijetu u posljednje tri godine.

### Ožujak
- 1. ožujka – Hrvatska skijašica Ana Jelušić pobjednica je FIS natjecanja u slalomu održanog u austrijskom skijalištu Abtenauu. Na istoj je utrci i 17-godišnja Iva Mišak zauzela 7. mjesto.
- 4. – 6. ožujka – U Zagrebu se održava Davisov kup.
- 5. ožujka – Nakon meča parova u susretu Davisova kupa u Zagrebu, Mario Ančić službeno se oprostio od reprezentacije i navijača.
- 5. ožujka – Ivo Karlović srušio je svjetski rekord u brzini servisa u četvrtom setu igre parova protiv Njemačke u Davisovu kupu. Odservirao je 251 kilometar na sat i probio se ispred dosadašnjeg vlasnika tog rekorda, Andyja Roddicka.
- 9. ožujka – U Hrvatskoj je započela nacionalna javno-zdravstvena kampanja "Bivše i bivši-prekid koji se pamti", kojoj je glavni cilj stvoriti pozitivno stajalište građana da je moguće prestati pušiti i stvaranja suportivnog socijalnog okruženja za sve pušače koji žele prestati pušiti. Počinje na Hrvatski dan nepušenja i prvi dan korizme, a trajat će do Svjetskog dana nepušenja, 31. svibnja.
- 11. ožujka – Potres magnitude 9,0 po Richterovoj ljestvici pogodio je grad Sendai, Japan. Kao posljedica potresa nastao je razarajući tsunami.
- 12. ožujka – Nakon utrke spusta u norveškom Kviftjellu, hrvatski skijaš Ivica Kostelić je 20. mjestom i matematički osigurao osvajanje velikog kristalnog globusa kao ukupni pobjednik Svjetskog skijaškog kupa.
- 19. ožujka – U posljednjem desetom slalomu sezone na završnici Svjetskoga kupa u Lenzerheideu Ivica Kostelić osvojio je drugi ovosezonski Mali kristalni globus.
- 22. ožujka – Dubravka Ugrešić dobitnica je nagrade James Tiptree Jr. za 2010. godinu s romanom "Baba Yaga Laid an Egg" ("Baba Jaga je snijela jaje"). To je prva svjetska nagrada za fantastiku za neko djelo hrvatskoga pisca ikada.
- 28. ožujka – S emitiranjem na nacionalnoj razini je krenula televizijska postaja "CMC".
- 30. ožujka – Nakon 20 godina hrvatska klupska košarka ima predstavnika u poluzavršnici europskih kupova: zagrebački košarkaški klub Cedevitu.
- 31. ožujka – Na Plitvicama se obilježava 20 godina od "krvavog Uskrsa" i pogibije redarstvenika Josipa Jovića, prve žrtve u Domovinskom ratu. Na svečanost su stigli i ultramaratonci koji su, u spomen na "krvavi Uskrs" i Jovićevu pogibiju, trčali 97 kilometara od Karlovca do Plitvica. I desetero Imoćana Atletskog kluba Imotski trči ultramaraton dug 240 kilometara. Imoćani predvođeni maratoncima iz obitelji Jerka Brečića, svake pete godine trče ultramaraton od Jovićeva rodnog Aržana do Plitvica.

### Travanj
- 1. – 28. travnja – započeo popis stanovništva 2011. u Hrvatskoj.
- 2. travnja – S emitiranjem na nacionalnoj razini je krenula televizijska postaja "Kapital Network".
- 3. travnja – Na svjetskom natjecanju iz prava Europske unije "European Law Moot Court", čije se finale održalo 1. travnja 2011. pred Europskim sudom pravde u Luksemburgu pobijedili su studenti Pravnog fakulteta Sveučilišta u Zagrebu. To je prvi put da je na natjecanju iz europskog prava pobijedila ekipa iz države koja nije članica EU-a i prvi je put u povijesti ista ekipa pobijedila u dvije kategorije natjecanja i osvojila nagrade Best Team (najbolji tim) u zastupanju stranaka pred Sudom te Best Advocate General (najbolji nezavisni odvjetnik, koji savjetuje Sud kako presuditi).
- 4. travnja – S emitiranjem je krenula nova nacionalna televizijska postaja "Sportska televizija".
- 4. travnja – pronađen dio olupine putničkog aviona Air France 447 koji je 2009. godine doživio nesreću i srušio se u Atlantski ocean. Uz olupinu, pronađeno je i 50 tijela putnika aviona.
- 7. travnja – u Rio de Janeiru, naoružani muškarac Wellington Menezes de Oliveira ušao je u osnovnu školu Tasso da Silveira u Realengu i ubio 13-ero učenika, dva dječaka i jedanaest djevojčica. Naposljetku, Wellington je presudio i sam sebi upucavši se u glavu.
- 9. travnja – Na sastanku Izvršnog odbora Europske rukometne federacije u Beču Hrvatska i Mađarska dobile organizaciju 11. Europskog prvenstva u rukometu za žene koje će se održati od 9. do 21. prosinca 2014. godine
- 9. travnja – SD Croatia Berlin ponovila je prošlogodišnji uspjeh osvajanjem naslova malonogometnog prvaka Njemačke, pobijedivši Bayern Kickers Nürnberg 3:0. U revijalnom susretu pred ovo finale, Hrvatska malonogometna reprezentacija pobijedila je njemačku All-stars momčad 11:1.
- 9. travnja – Na ovogodišnjem 39. međunarodnom salonu izuma, tehnologija i novih proizvoda u Ženevi hrvatski inovatori osvojili su šest zlatnih, pet srebrnih i tri brončane medalje, a naši inovatori nagrađeni su i posebnim nagradama Rumunjskog ministarstva obrazovanja, istraživanja, mladih i sporta i Instituta "Ruska kuća" iz Moskve.
- 10. travnja – Hrvatska maratonka Lisa Christina Stublić pobjednica je maratona u austrijskom Linzu. Hrvatska trkačica iz Connecticuta pobijedila je istrčavši novi rekord staze, ali i novi hrvatski rekord, 2:30,45. Prošle je godine u Berlinu oborila hrvatski rekord Tijane Pavičić star 21 godinu. S rezultatom 2:33,42 ispunila je olimpijsku normu i u Londonu iduće godine trčat će olimpijski maraton.
- 15. travnja – Haaški sud je nepravomoćnom odlukom u prvostupanjskom procesu proglasio krivim dvojicu hrvatskih generala Antu Gotovinu i Mladena Markača i osudio na kazne zatvora od 24 i 18 godina zatvora za sudjelovanje u udruženom zločinačkom pothvatu. General Ivan Čermak oslobođen je po svim točkama optužnice i odmah se pušta na slobodu.
- 18. travnja – U Zagrebu je u 72. godini preminuo hrvatski glumac Ivica Vidović.
- 23. travnja – Svjetski dan knjige i autorskih prava obilježen u Nacionalnoj i sveučilišnoj knjižnici u Zagrebu.
- 26. travnja – U Zagrebu se održava proslava stote Dinamove obljetnice.
- 29. travnja – vjenčanje Williama, princa od Walesa i Kate Middleton u Westminsterskoj bazilici.
- 29. travnja – Svečanom sjednicom u Hrvatskom narodnom kazalištu proslavljen je Dan Hrvatske akademije znanosti i umjetnosti. Hrvatska akademija znanosti i umjetnosti ove godine nizom aktivnosti obilježava 150 godina svoga postojanja.
- 29. travnja – U Zagrebu se obilježilo 40 godina postojanja i djelovanja Sveučilišnog računskog centra.

### Svibanj
- 1. svibnja – Nekoliko tisuća hodočasnika iz Hrvatske uveličalo je proglašenje pape Ivana Pavla II. blaženikom. Na svečanosti beatifikacije u Rimu okupilo se više od milijun hodočasnika te svjetovnih i vjerskih čelnika, 62 šefa država i vlada iz cijeloga svijeta. Vjerojatno najomiljeniji papa u povijesti Katoličke crkve tri je puta posjetio Hrvatsku.
- 2. svibnja – Vođa terorističke mreže Al-Kaide Osama bin Laden ubijen je u akciji američkih specijalnih snaga u pakistanskom Abotabadu.
- 2. svibnja – Američka neovisna udruga Freedom House u redovnom godišnjem izvješću o slobodi medija u svijetu objavila da je Hrvatska zadržala prošlogodišnje mjesto i ocjenu medijski "djelomično slobodne" zemlje.
- 2. svibnja – Vladajući konzervativci premijera Stephena Harpera premoćno su pobijedili na parlamentarnim izborima u Kanadi.
- 3. svibnja – Na Svjetskom prvenstvu u taekwondou u južnokorejskom Gyeongjuu hrvatska je taekwondašica Ana Zaninović osvojila zlatnu medalju i postala prva Hrvatica svjetska prvakinja u taekwondou.
- 6. svibnja – Na Trgu bana Jelačića u Zagrebu srušen je Guinnessov rekord, a Hrvatska je postala zemlja s najvećim smješkom, koji se formirao od ljudskog štita. S više od 700 okupljenih građana, oboren je rekord iz Latvije i glavnog grada Rige s 515 sudionika.
- 8. svibnja – Hrvatska karate reprezentacija na Europskom prvenstvu u Zürichu osvojila je šest medalja. Jelena Kovačević osvojila je srebro, a Mirna Šenjug, Ana Marija Čelan, Pero Vučić, Ivona Tubić i muška reprezentacija u ekipnoj borbi brončana odličja. Hrvatska je po broju medalja EP u Švicarskoj završila na četvrtom mjestu, odmah iza Italije, Španjolske i Francuske.
- 9. svibnja – Zemaljski sud u Salzburgu odobrio je izručenje bivšeg hrvatskog premijera Ive Sanadera Hrvatskoj.
- 10. svibnja – Kolumbijska pjevačica Shakira nastupila u zagrebačkoj Areni u sklopu turneje "The Sun Comes Out".
- 11. svibnja – Deset ljudi je poginulo u potresu magnitude 5,3 po Richteru koji je pogodio drevni španjolski grad Lorcu, a brojne stare zgrade, crkve i kuće oštećene su, a neke i potpuno srušene. Bio je to bio najjači potres u Španjolskoj u 50 godina.
- 12. svibnja – U dvodnevni posjet Hrvatskoj stigao norveški kraljevski par Kralj Haralda V. i Kraljica Sonja od Norveške na Pantovčaku ih uz svečani doček, primili predsjednik Ivo Josipović u pratnji supruge Tatjane.
- 13. – 15. svibnja – Na Fakultetu elektrotehnike i računarstva u Zagrebu počinje najstarija i najveća konvencija znanstvene fantastike u Hrvatskoj i u jugoistočnoj Europi 33. Dani znanstvene fantastike – SFeraKon 2011, koji je ove godine u znaku regionalne produkcije ZF-a.
- 13. svibnja –  Osamdeset ljudi je ubijeno u terorističkom napadu na bazu za obuku policajaca u pakistanskom gradu Šarsadi, u znak osvete za ubojstvo Osame bin Ladena.
- 14. svibnja – Na Bleiburškom polju komemoracijom i svetom misom obilježena je 66. obljetnica Bleiburške tragedije i hrvatskoga križnog puta.
- 15. svibnja – Okupljanjem desetaka tisuća Španjolaca na madridskoj Puerti del Sol počela prosvjedna okupljanja Španjolaca, tzv. "Los indignadosa", nezadovoljnih gospodarskom situacijom, rastom nezaposlenosti i krizom.
- 17. svibnja – Održana je središnja proslava 300. obljetnice rođenja isusovca Ruđera Boškovića u Koncertnoj dvorani Vatroslava Lisinskog.
- 24. svibnja – NASA je službeno obustavila sve pokušaje uspostavljanja veze s roverom Spiritom.
- 26. svibnja – Ratko Mladić, bivši zapovjednik vojske Republike Srpske uhićen je u selu Lazarevo kod Zrenjanina, u Srbiji, zbog optužbi za genocid, ratne zločine i zločine protiv čovječnosti.
- 27. svibnja – Održan ceremonijalni program središtem Zagreba u povodu obilježavanja 20. obljetnice formiranja Oružanih snaga Republike Hrvatske.

### Lipanj
- 4. – 5. lipnja – Papa Benedikt XVI. doputovao je u dvodnevni državnički i pastoralni posjet Hrvatskoj.
- 8. lipnja – koncertom na Maksimirskom stadionu Bon Jovi je započeo europsku turneju, s kojom će posjetiti 24 grada.
- 11. lipnja – U Splitu je održan prvi Split Pride, povorka LGBTIQ osoba, nasilno prekinut zbog kamenovanja sudionika povorke.
- 16. lipnja – Održana je središnja proslava 150. obljetnice Hrvatskoga narodnog kazališta u Zagrebu.
- 18. lipnja – U Zagrebu je održan jubilarni deseti Zagreb Pride, povorka LGBTIQ osoba.
- 18. lipnja – Na Euroconu u Stockholmu dodijeljene su nagrade Europskog društva za znanstvenu fantastiku. Hrvatska je osvojila 3 nagrade: Časopis za znanstvenu fantastiku Ubiq osvojio je nagradu Europskog društva za znanstvenu fantastiku u kategoriji časopisa koju dijeli s ruskim magazinom fantlab.ru, SFerin fanzin Parsek osvojio je nagradu Spirit of Dedication u kategoriji fanzina, Ivan Mavrović osvojio je nagradu Spirit of Dedication u kategoriji mladog umjetnika.
- 24. lipnja – U Splitu je preminuo najveći hrvatski nogometni trener svih vremena, nogometaš i izbornik Tomislav Ivić.
- 24. lipnja – U Splitu je održan 5. međunarodni skakački miting na kojem je pobijedila Blanka Vlašić s preskočenih 2,00 m, što je rekord sezone.
- 30. lipnja – Hrvatska je zatvorila zadnja četiri poglavlja i time i formalno zaključila pristupne pregovore čime je otvoren put da nakon ratifikacije pristupnog ugovora postane 28. članica Europske unije 1. srpnja 2013. godine.

### Srpanj
- 3. srpnja – Mate Pavić u paru s Englezom Georgeom Morganom osvojio juniorski Wimbledon.
- 4. srpnja – Hrvatski znanstvenik akademik Miroslav Radman dobitnik je europske nagrade za mikrobiologiju, koju mu je u sklopu proslave srebrnog jubileja Federacije europskih mikrobioloških društava (FEMS) u Ženevi uručio predsjednik FEMS-a, profesor Bernhard Schink.

- 9. srpnja – Južni Sudan proglasio neovisnost.
- 9. srpnja –  U Medovu Dolcu, rodnom mjestu književnika Ivana Raosa, svetom misom zadušnicom u crkvi sv. Roka i polaganjem vijenaca na književnikov grob, počeli su 18. Raosovi dani. Ove se godine obilježava 90. obljetnica rođenja istaknutog hrvatskog pisca.
- 22. srpnja – Zbio se teroristički napad u Norveškoj.
- 23. srpnja – Britanska pjevačica Amy Winehouse pronađena mrtva u svom stanu.
- 24. srpnja – U Zagrebu je preminuo Josip Bobi Marotti, hrvatski kazališni, televizijski i filmski glumac.
- 25. srpnja – Predstavljanjem slogana ' Izjasni se – Hrabro! ' vodstvo hrvatske manjine u Srbiji službeno je započelo kampanju da tamošnji Hrvati na popisu stanovništva ne kriju svoju hrvatsku nacionalnost, nego da se izjasne kao Hrvati.
- 30. srpnja – Hrvatska vaterpolska reprezentacija osvojila je brončanu medalju na Svjetskom vaterpolskom prvenstvu u Šangaju.

### Kolovoz
- 5. kolovoza – U Kninu obilježena 16. obljetnice VRO Oluja. Prigodno je svečano otkriven spomenik hrvatske pobjede Oluja '95.
- 7. kolovoza – U Češkoj je hrvatska kadetska košarkaška reprezentacija (do 16) obranila naslov europskih prvaka.
- 13. kolovoza – Na rijeci Neretvi od Metkovića do Ploča održao se 14. Maraton lađa – Neretva 2011. Startalo je ukupno 35 posada s oko 600 veslača. Lađari Komina treći su put zaredom osvojili Domagojev štit, drugi su stigli lađari Baćine, dok je Opuzen zauzeo treće mjesto.
- 14. kolovoza – Virovitica slavi 777 godina od postanka grada.
- 14. kolovoza – Hrvati u Subotici proslavili svoju žetvenu manifestaciju Dužijancu, blagdan zajedništva i manifestacija posvećena zahvalnosti Bogu za darovani kruh.
- 15. kolovoza – U Mariji Bistrici je proslavljena 40. godišnjica od proglašenja nacionalnim svetištem.
- 19. – 28. kolovoza – U Varaždinu se održava 13. ulični festival Špancirfest.
- 23. kolovoza – Uz prvo obilježavanje u Hrvatskoj Europskog dana sjećanja na žrtve svih totalitarnih i autoritarnih režima na nekoliko mjesta u zemlji postavilo se spomen-ploče.
- 24. kolovoza – Nakon dvije odigrane utakmice protiv švedskog nogometnog kluba Malmö, ukupnim rezultatom 4:3 u svoju korist, GNK Dinamo se nakon 12 godina po treći puta plasirao u nogometnu Ligu prvaka.

### Rujan
- 3. rujna – Hrvatski četverac na pariće osvojio je brončanu medalju na Svjetskom prvenstvu u veslanju na Bledu.
- 4. rujna – U Ludbregu je proslavljena 600. obljetnica euharistijskog čuda.
- 9. rujna – U Zagrebu je održan ždrijeb za UEFA Europsko futsalsko prvenstvo – Hrvatska 2012., koje će se od 31. siječnja do 11. veljače 2012. održati u Areni Zagreb i Spaladium Areni u Splitu. Hrvatska malonogometna reprezentacija igrat će u skupini s reprezentacijama Rumunjske i Češke.
- 9. – 11. rujna – U Gudovcu kraj Bjelovara održao se 19. jesenski međunarodni bjelovarski sajam.
- 10. rujna – Hrvatski olimpijski odbor obilježio je 20. godišnjicu osnivanja festivalom športa na RŠC Jarun te svečanom akademijom u Hrvatskom narodnom kazalištu u Zagrebu.
- 13. rujna – U Zagrebu se održao 61. Memorijal Borisa Hanžekovića.
- 18. rujna – U Zagrebu je preminuo hrvatski filmski redatelj, scenarist, filmski publicist i povjesničar filma te političar Ivo Škrabalo.
- 24. rujna – U Sarajevu su beatificirane Drinske mučenice, među kojima su i časne sestre Jula Ivanišević i Bernadeta Banja rođene u Starom Petrovom Selu i Velikom Grđevcu.

### Listopad
- 1. – 2. listopada – U Gospiću se održavala 13. kulturno – turistička manifestacija "Jesen u Lici".
- 1. – 7. listopada – U Bjelovaru traje 6. DOKUart – međunarodni festival dokumentarnog filma.
- 9. listopada – U Splitu je u 74. godini preminuo hrvatski melograf, aranžer, skladatelj i dirigent Ljubo Stipišić – Delmata.
- 10. listopada – U Đakovu osnovana Klapa Certissa.
- 15. listopada – Hrvatski stolnotenisač Andrej Gaćina osvojio je naslov europskog prvaka u paru s Marcosom Freitasom iz Portugala na Europskom prvenstvu u Gdanjsku u Poljskoj.
- 20. listopada  – U SAD-u je preminuo slovenski i hrvatski rukometni reprezentativac Iztok Puc.
- 22. listopada – U Šibeniku je otkriven spomenik Draženu Petroviću i Spomen muzej koji će djelovati kao ispostava Memorijalnog centra Dražen Petrović iz Zagreba.
- 30. listopada – Hrvatski tenisač Marin Čilić je u ruskom Sankt Peterburgu osvojio ATP turnir pobijedivši u finalu srpskog tenisača Janka Tipsarevića rezultatom 6:3, 3:6, 6:2.

### Studeni
- 5. studenog – Hrvatski gimnastičar Tomislav Marković osvojio je prvo mjesto u vježbanju na tlu prvoga dana Svjetskog kupa u Osijeku. Drugi domaći predstavnik Robert Seligman osvojio je srebro na konju s hvataljkama.
- 15. studenog – Hrvatski predsjednik Ivo Josipović, u povodu Dana sjećanja na žrtvu Vukovara 1991., primio je predstavnike obitelji poginulih i nestalih branitelja Vukovara te vojnog i civilnog zapovjedništva kao i djelatnike legendarne vukovarske bolnice te uručio državna odličja. Posmrtno je odlikovan radijski novinar Siniša Glavašević koji je mučki ubijen na Ovčari.
- 25. studenog – U Zagrebu je u 86. godini preminuo Miroslav Šicel, istaknuti povjesničar hrvatske književnosti, akademik i dugogodišnji šef Katedre za noviju hrvatsku književnost na zagrebačkom Filozofskom fakultetu.
- 25. studenoga – djelomična pomrčina sunca na Antarktiku.
- 27. studenog – U Crikvenici se održao prvi Adria Advent maraton. U muškoj konkurenciji u maratonu pobijedio je Etiopljanin Erkolo Ashenafi, a u ženskoj konkurenciji najbolja je bila hrvatska maratonka Marija Vrajić.
- 28. studenog – UNESCO je uvrstio Bećarac i Nijemo kolo u svoj popis nematerijalne kulturne baštine čovječanstva.

### Prosinac
- 2. prosinca – U Bjelovaru je preminuo Pavle Jurina, jedan od najvećih hrvatskih rukometaša svih vremena.
- 4. prosinca – Na Svjetskim IWAS igrama, koje se održavaju u Sharjahu u Ujedinjenim Arapskim Emiratima Hrvatska je dosad osvojila šest zlata i jedno srebro. Plivač Mihovil Španja tri zlata, plivač Kristijan Vincetić dva zlata, atletičar Josip Slivar zlato u bacanju kugle i Slaven Hudina, atletičar Sokola iz Bjelovara, osvojio je srebrno odličje u bacanju diska.
- 4. prosinca – Parlamentarni izbori u Hrvatskoj-pobjeđuje Kukuriku koalicija;Izbori u Sloveniji:pobjeda Pozitivne Slovenije na čelu s ljubljanskim gradonačelnikom Zoranom Jankovićem;Parlamentarni izbori u Rusiji:vladajuća Jedinstvena Rusija osvaja 50%
- 9. prosinca – U Bruxellesu je potpisan Ugovor o pristupanju Republike Hrvatske Europskoj uniji
- 10. prosinca – U Zagrebu je preminula Vida Jerman, hrvatska kazališna, televizijska i filmska glumica.
- 15. prosinca – SAD službeno potvrđuje završetak Rata u Iraku.
- 16. prosinca – Tropska oluja Washi odnijela 1 010 života u poplavama na Filipinima.
- 22. prosinca – Ustrojen sedmi saziv Hrvatskog sabora.
- 23. prosinca – Prisegla nova hrvatska Vlada na čelu s predsjednikom Zoranom Milanovićem.

## Smrti

### Siječanj
- 2. siječnja – Anne Francis, američka glumica (* 1930.)
- 2. siječnja – Pete Postlethwaite, britanski glumac (* 1946.)
- 3. siječnja – Fadil Hadžić, hrvatski filmski redatelj, scenarist, dramski pisac, komediograf (* 1922.)
- 4. siječnja – Gerry Rafferty, škotski pjevač i tekstopisac (* 1947.)
- 4. siječnja – Ali-Reza Pahlavi, iranski princ (* 1966.)
- 6. siječnja – Pjotr Sumin, ruski političar (* 1946.)
- 8. siječnja – Jiří Dienstbier, češki političar i novinar (* 1937.)
- 9. siječnja – Peter Yates, britanski filmski režiser i producent (* 1928.)
- 10. siječnja – Boško Petrović, hrvatski vibrafonist, skladatelj, vođa sastava, producent, promotor, diskograf i jazz edukator (* 1935.)
- 10. siječnja – John Dye, američki glumac (* 1963.)
- 10. siječnja – Bora Kostić, srpski nogometaš (* 1930.)
- 10. siječnja – Margaret Whiting, američka pjevačica (* 1924.)
- 11. siječnja – Audrey Lawson-Johnston, britanska žena, posljednja živuća putnica koja je preživjela potonuće broda RMS Lusitanije (* 1915.)
- 11. siječnja – David Nelson, američki glumac (* 1936.)
- 11. siječnja – Branko Franolić, hrvatski jezikoslovac (* 1925.)
- 13. siječnja – Ellen Stewart, američka kazališna umjetnica (* 1919.)
- 15. siječnja – Susannah York, engleska glumica (* 1939.)
- 15. siječnja – Velimir Pravdić, hrvatski akademik (* 1931.)
- 17. siječnja – Don Kirshner, američki rock producent (* 1934.)
- 18. siječnja – Pero Jurković, hrvatski ekonomist i političar (* 1936.)
- 20. siječnja – Boris Mardešić, hrvatski slikar (* 1922.)
- 21. siječnja – Dennis Oppenheim, američki umjetnik (* 1938.)
- 22. siječnja – Ante Kuduz, hrvatski slikar-grafičar i profesor Akademije likovnih umjetnosti  (* 1935.)
- 23. siječnja – Jack LaLanne, američki nutricionist i bodybuilder (* 1914.)
- 23. siječnja – Novica Tadić, srpski pjesnik (* 1949.)
- 24. siječnja – Bernd Eichinger, njemački filmski režiser (* 1949.)
- 24. siječnja – Nenad Lhotka, hrvatski baletni umjetnik (* 1922.)
- 26. siječnja – John Herbert, brazilski glumac (* 1929.)
- 27. siječnja – Mārtiņš Freimanis, letonski glazbenik (* 1977.)
- 27. siječnja – Charlie Callas, američki glumac i komičar (* 1927.)
- 28. siječnja – Fedor Kritovac, hrvatski arhitekt, sociolog i publicist (* 1938.)
- 29. siječnja – Emilio Ogñénovich, hrvatski biskup (* 1923.)
- 30. siječnja – John Barry, britanski filmski skladatelj (* 1927.)

### Veljača
- 2. veljače – Margaret John, britanska glumica (* 1926.)
- 3. veljače – Maria Schneider, francuska glumica (* 1952.)
- 4. veljače – Tura Satana, američka glumica (* 1938.)
- 5. veljače – Peggy Rea, američka glumica (* 1921.)
- 5. veljače – Brian Jacques, engelski autor (* 1939.)
- 5. veljače – Eugeniusz Czajka, poljski hokejaš na travi (* 1927.)
- 6. veljače – Gary Moore, irski rock glazbenik (* 1952.)
- 6. veljače – Josefa Iloilo, treći predsjednik Fidžija (* 1920.)
- 8. veljače – Cesare Rubini, talijanski košarkaš i trener (* 1923.)
- 11. veljače – Emil Seršić, hrvatski arhitekt (* 1927.)
- 12. veljače – Bad News Brown, kanadski reper (* 1977.)
- 12. veljače – Betty Garrett, američka glumica (* 1919.)
- 12. veljače – Mato Damjanović, hrvatski šahist (* 1927.)
- 12. veljače – Kenneth Mars, američki glumac (* 1935.)
- 14. veljače – Vesna Andrijević-Matovac, hrvatska sveučilišna profesorica i predsjednica Udruge žena oboljelih od raka dojke "Sve za nju" (* 1960.)
- 14. veljače – Stjepan Šćavničar, hrvatski akademik, mineralog i kristalokemičar (* 1923.)
- 15. veljače – Ivica Bednjanec, hrvatski crtač i strip-autor (* 1934.)
- 15. veljače – Dorian Gray, talijanska glumica (* 1928.)
- 16. veljače – Miroslav Mikuljan, hrvatski dokumentarist i redatelj (* 1943.)
- 16. veljače – Juraj Plenković, hrvatski znanstvenik i profesor (* 1934.)
- 17. veljače – Predrag Vušović, hrvatski kazališni, televizijski i filmski glumac (* 1960.)
- 18. veljače – Dubravka Munjas, hrvatska novinarka, urednica Novog lista (* 1964.)
- 21. veljače – Vladimir Ivir, hrvatski jezikoslovac i leksikograf (* 1934.)
- 21. veljače – Bernard Nathanson, američki liječnik i aktivist (* 1926.)
- 22. veljače – Ivan Picelj, hrvatski slikar, grafičar i dizajner (* 1924.)
- 26. veljače – Dragutin Vukušić, hrvatski političar (* 1936.)
- 28. veljače – Jane Russell, američka glumica (* 1921.)
- 28. veljače – Annie Girardot, francuska glumica (* 1931.)

### Ožujak
- 1. ožujka – Vjera Žagar Nardelli, hrvatska glumica (* 1927.)
- 2. ožujka – Ante Dorić, jedan od osnivača Torcide (* 1926.)
- 3. ožujka – Višnja Stahuljak, hrvatska književnica (* 1926.)
- 4. ožujka – Simon van der Meer, nizozemski fizičar (* 1925.)
- 5. ožujka – Alberto Granado, kubanski književnik i znanstvenik (* 1922.)
- 6. ožujka – Rajka Vali, hrvatska pjevačice zabavnih melodija (* 1924.)
- 8. ožujka – Milica Lukšić, hrvatska književnica i prevoditeljica (* 1964.)
- 8. ožujka – Mike Starr, američki glazbenik (* 1966.)
- 10. ožujka – Nello Milotti, hrvatsko-talijanski skladatelj i dirigent (* 1927.)
- 11. ožujka – Rita Guerrero, meksička glumica i pjevačica (* 1964.)
- 11. ožujka – Hugh Martin, američki skladatelj (* 1914.)
- 12. ožujka – Nilla Pizzi, talijanska pjevačica (* 1919.)
- 12. ožujka – Joe Morello, američki glazbenik (* 1928.)
- 15. ožujka – Nate Dogg, američki pjevač i reper (* 1969.)
- 15. ožujka – Yakov Kreizberg, ruski dirigent (* 1959.)
- 17. ožujka – Michael Gough, engleski glumac (* 1916.)
- 18. ožujka – Warren Christopher, američki diplomat, odvjetnik i političar (* 1925.)
- 18. ožujka – Enzo Cannavale, talijanski glumac (* 1928.)
- 18. ožujka – Princeza Antoinette, barunica od Massya, monegaška princeza (* 1920.)
- 18. ožujka – Trifko Banđur, hrvatski vaterpolski trener (* 1931.)
- 19. ožujka – Knut, njemački polarni medvjed (* 2006.)
- 19. ožujka – Mohammed Nabbous, libijski bloger i novinar (* 1983.)
- 20. ožujka – Dorothy Young, američka glumica (* 1907.)
- 21. ožujka – Mario Bogliuni, hrvatski pijanist, orguljaš i skladatelj (* 1935.)
- 21. ožujka – Nikolaj Andrianov, ruski gimnastičar (* 1952.)
- 21. ožujka – Loleatta Holloway, američka pjevačica (* 1946.)
- 22. ožujka – Helen Stenborg, američka glumica (* 1925.)
- 23. ožujka – Elizabeth Taylor, britansko-američka glumica (* 1932.)
- 23. ožujka – Zorko Rajčić, hrvatski glumac (* 1930.)
- 23. ožujka – Živorad Kovačević, srpski političar i diplomat (* 1930.)
- 23. ožujka – Ivan Jindra, hrvatski kazališni kritičar (* 1940.)
- 26. ožujka – Diana Wynne Jones, britanska spisateljica (* 1934.)
- 26. ožujka – Geraldine Ferraro, američka političarka i odvjetnica (* 1935.)
- 26. ožujka – Cibele Dorsa, brazilska manekenka i glumica (* 1974.)
- 26. ožujka – Roger Abbott, kanadski komičar (* 1946.)
- 27. ožujka – Farley Granger, američki glumac (* 1925.)
- 28. ožujka – Wenche Foss, norveška glumica (* 1917.)
- 29. ožujka – José Alencar, brazilski političar, potpredsjednik Brazila (2003-2010) (* 1931.)
- 30. ožujka – Marko Kurolt, hrvatski franjevac (* 1939.)

### Travanj
- 2. travnja – Brigita Ostojić, hrvatska slikarica (* 1967.)
- 4. travnja – Boško Vuksanović, hrvatski vaterpolist (* 1928.)
- 4. travnja – Jackson Lago, brazilski političar (* 1934.)
- 4. travnja – John Adler, američki političar (* 1959.)
- 9. travnja – Sidney Lumet, američki filmski redatelj (* 1924.)
- 11. travnja – Angela Scoular, britanska glumica (* 1945.)
- 14. travnja – William Lipscomb, američki kemičar (* 1919.)
- 14. travnja – Trevor Bannister, britanski glumac (* 1934.)
- 15. travnja – Vincenzo La Scola, talijanski tenor (* 1958.)
- 15. travnja – Vittorio Arrigoni, talijanski pisac, aktivist i reporter (* 1975.)
- 16. travnja – Chinesinho, brazilski nogometaš (* 1935.)
- 18. travnja – Ivica Vidović, hrvatski glumac (* 1939.)
- 18. travnja – Pietro Ferrero Jr., talijanski biznismen (* 1963.)
- 19. travnja – Elisabeth Sladen, engleska glumica (* 1948.)
- 20. travnja – Tim Hetherington, britansko-američki novinar i redatelj (* 1970.)
- 23. travnja – John Sullivan, engleski televizijski scenarist (* 1946.)
- 23. travnja – Milorad Bata Mihailović, srpski slikar (* 1923.)
- 24. travnja – Sathya Sai Baba, indijski guru, religijska figura i učitelj (* 1926.)
- 24. travnja – Marie-France Pisier, francuska glumica (* 1944.)
- 25. travnja – Poly Styrene, britanska glazbenica (* 1957.)
- 26. travnja – Phoebe Snow, američka pjevačica (* 1950.)

### Svibanj
- 1. svibnja – Franjo Starčević, hrvatski profesor, humanist i mirotvorac, osnivatelj Škole mira (* 1923.)
- 2. svibnja – Osama bin Laden, terorist (* 1957.)
- 3. svibnja – Jackie Cooper, američki glumac (* 1922.)
- 4. svibnja – Sada Thompson, američka glumica (* 1927.)
- 5. svibnja – Dana Wynter, američka glumica (* 1931.)
- 5. svibnja – Arthur Laurents, američki scenarist, kazališni režiser (* 1917.)
- 6. svibnja – Ivan Jandrić, hrvatski slikar i likovni pedagog (* 1931.)
- 9. svibnja – Wouter Weylandt, belgijski profesionalni biciklist (* 1984.)
- 9. svibnja – Lidia Gueiler Tejada, bivša bolivijska predsjednica (* 1921.)
- 10. svibnja – Mia Amber Davis, američka glumica (* 1975.)
- 13. svibnja – Princeza Maria Elisabeta od Orléans-Braganza, njemačka princeza (* 1914.)
- 15. svibnja – Barbara Stuart, američka glumica (* 1930.)
- 15. svibnja – Velimir Životić, srpski glumac (* 1924.)
- 16. svibnja – Edward Hardwicke, engleski glumac (* 1932.)
- 19. svibnja – Kathy Kirby, engleska pjevačica (* 1938.)
- 20. svibnja – Randy Savage, američki profesionalni hrvač (* 1952.)
- 21. svibnja – Bill Hunter, australski glumac (* 1940.)
- 22. svibnja – Matej Ferjan, slovenski profesionalni motociklist (* 1977.)
- 24. svibnja – Željka Matković, hrvatska novinarka (* 1978.)
- 27. svibnja – Jeff Conaway, američki glumac (* 1950.)
- 27. svibnja – Margo Dydek, poljska profesionalna košarkašica (* 1974.)
- 28. svibnja – Guglielmo Stipanov, hrvatski crtač filmskih panoa i plakata (* 1922.)
- 30. svibnja – Rosalyn Yalow, američka medicinska fizičarka (* 1921.)
- 30. svibnja – Clarice Taylor, američka glumica (* 1917.)

### Lipanj
- 1. lipnja – Hale Sahabi, iranska humanitarka (* 1957.)
- 3. lipnja – Miriam Karlin, britanska glumica (* 1925.)
- 3. lipnja – Jack Kevorkian, američki patolog poznat kao "Dr. Smrt" (* 1928.)
- 3. lipnja – James Arness, američki glumac (* 1923.)
- 4. lipnja – Donald Hewlett, engleski glumac (* 1922.)
- 6. lipnja – Dulce Figueiredo, brazilska Prva dama (1979-1985) (* 1928.)
- 8. lipnja – Roy Skelton, engleski glumac (* 1931.)
- 8. lipnja – Angie Garany, hrvatsko-libijska reality zvijezda poznata iz showova "Farma" i "Trenutak istine" (* 1981.)
- 10. lipnja – Vid Stipetić, hrvatski admiral (* 1937.)
- 11. lipnja – Darko Radovanović, srpski pjevač (* 1975.)
- 12. lipnja – Laura Ziskin, američka filmska producentica (* 1950.)
- 12. lipnja – Nela Milijić, hrvatska književnica i pjesnikinja (* 1962.)
- 14. lipnja – Milivoj Ašner, bivši zapovjednik policije u NDH (* 1913.)
- 18. lipnja – Yelena Bonner, ruska aktivistica za ljudska prava (* 1923.)
- 18. lipnja – Clarence Clemons, američki glazbenik i glumac (* 1942.)
- 20. lipnja – Ryan Dunn, američki glumac i komičar (* 1977.)
- 21. lipnja – Anthony Herrera, američki glumac (* 1944.)
- 22. lipnja – Nataša Urbančič, slovenska atletičarka (* 1945.)
- 23. lipnja – Peter Falk, američki glumac (* 1927.)
- 24. lipnja – Tomislav Ivić, hrvatski nogometni trener i izbornik (* 1933.)
- 24. lipnja – Luka Vukojević, hrvatski jezikoslovac i kroatist (* 1955.)
- 25. lipnja – Margaret Tyzack, britanska glumica (* 1931.)
- 25. lipnja – Alice Playten, američka glumica i pjevačica (* 1947.)
- 26. lipnja – Edith Fellows, američka glumica (* 1923.)
- 27. lipnja – Elaine Stewart, američka glumica (* 1930.)
- 27. lipnja – Thierry Martens, belgijski pisac (* 1942.)
- 28. lipnja – Vladimir Gašparović, hrvatski skladatelj, producent i umjetnički voditelj džez festivala (* 1958.)
- 29. lipnja – Stevan Gardinovački, srpski glumac (* 1936.)
- 29. lipnja – Stefano Gobbi, talijanski katolički svećenik (* 1930.)
- 30. lipnja – Zdenko Jajčević, hrvatski ragbijaški reprezentativac (* 1946.)

### Srpanj
- 1. srpnja – Anne LaBastille, američka ekologinja (* 1933.)
- 2. srpnja – Olivera Marković, srpska glumica (* 1925.)
- 2. srpnja – Itamar Franco, brazilski političar i predsjednik Brazila (1992. – 1995.) (* 1930.)
- 3. srpnja – Anna Massey, engleska glumica (* 1937.)
- 4. srpnja – Jane Scott, američka novinarka i glazbena kritičarka (* 1919.)
- 4. srpnja – Otto von Habsburg, austrijski nadvojvoda i čelnik kuće Habsburg (* 1912.)
- 5. srpnja – Gordon Tootoosis, kanadski glumac (* 1941.)
- 5. srpnja – Goran Bujić, hrvatski književnik, kritičar i novinar (* 1955.)
- 8. srpnja – Betty Ford, američka Prva dama (1974. – 1977.) (* 1918.)
- 8. srpnja – George McAnthony, talijanski country pjevač (* 1966.)
- 8. srpnja – Roberts Blossom, američki glumac (* 1924.)
- 9. srpnja – Facundo Cabral, argentinski pjevač (* 1937.)
- 9. srpnja – Würzel, engleski glazbenik i gitarist (* 1949.)
- 12. srpnja – Vjekoslav Viđak, hrvatski političar (* 1929.)
- 13. srpnja – Đuro Brodarac, hrvatski političar i general (* 1944.)
- 13. srpnja – Jerry Ragovoy, američki kompozitor (* 1930.)
- 15. srpnja – Googie Withers, engleska glumica (* 1917.)
- 16. srpnja – Ante Garmaz, hrvatski maneken, dizajner i voditelj (* 1928.)
- 20. srpnja – Lucian Freud, britanski slikar (* 1922.)
- 21. srpnja – Slavomir Miklovš, hrvatski biskup (* 1934.)
- 22. srpnja – Linda Christian, meksička glumica (* 1923.)
- 22. srpnja – Tom Aldredge, američki glumac (* 1928.)
- 23. srpnja – Amy Winehouse, engleska pjevačica (* 1983.)
- 23. srpnja – Christopher Mayer, američki glumac (* 1955.)
- 24. srpnja – Josip Bobi Marotti, hrvatski glumac (* 1922.)
- 24. srpnja – G.D. Spradlin, američki glumac (* 1920.)
- 25. srpnja – Michael Cacoyannis, ciparski redatelj (* 1922.)
- 27. srpnja – Polly Platt, američka producentica i scenaristica (* 1939.)
- 29. srpnja – Ivan Milas, hrvatski političar (* 1939.)
- 29. srpnja – Gene McDaniels, američki pjevač i tekstopisac (* 1935.)
- 29. srpnja – Nella Martinetti, švicarska pjevačica (* 1946.)
- 29. srpnja – Marijan Jurišić, hrvatski operni pjevač (* 1949.)
- 31. srpnja – Ljubiša Stojanović, srpski pjevač (* 1952.)

### Kolovoz
- 2. kolovoza – Baruj Benacerraf, američki imunolog (* 1920.)
- 2. kolovoza – Leslie Esdaile Banks, američka književnica (* 1959.)
- 3. kolovoza – Bubba Smith, američki glumac i sportaš (* 1945.)
- 3. kolovoza – Annette Charles, američka glumica (* 1948.)
- 4. kolovoza – Naoki Matsuda, japanski nogometaš (* 1977.)
- 5. kolovoza – Francesco Quinn, američki glumac (* 1963.)
- 6. kolovoza – Marijan Domić, hrvatski trubač, aranžer i skladatelj (* 1934.)
- 14. kolovoza – Shammi Kapoor, indijski glumac i redatelj (* 1931.)
- 15. kolovoza – Nenad Bijedić, bosanskohercegovački nogometaš i menadžer (* 1959.)
- 16. kolovoza – Andrej Bajuk, slovenski političar (* 1943.)
- 19. kolovoza – Raúl Ruiz, čileanski redatelj (* 1941.)
- 21. kolovoza – Ines Fančović, hrvatska glumica (* 1925.)
- 22. kolovoza – Vladimir Rem, hrvatski pjesnik, esejist, književni kritičar i povjesničar (* 1927.)
- 22. kolovoza – Michael Showers, američki glumac (* 1966.)
- 22. kolovoza – Žarko Nikolić, srpski nogometaš (* 1936.)
- 22. kolovoza – John Howard Davies, engleski režiser, producent i glumac (* 1939.)
- 23. kolovoza – Sybil Jason, američka glumica (* 1927.)
- 24. kolovoza – Frank DiLeo, američki glazbeni producent i glumac (* 1947.)
- 25. kolovoza – Eugene Nida, američki prevoditelj (* 1914.)
- 25. kolovoza – Lazar Mojsov, makedonski političar i novinar (* 1920.)
- 25. kolovoza – Donna Christanello, američka profesionalna hrvačica (* 1942.)
- 26. kolovoza – Alojzij Matthew Ambrožič, slovenski kardinal (* 1930.)
- 27. kolovoza – Eve Brent Ashe, američka glumica (* 1930.)
- 27. kolovoza – Iya Savvina, ruska glumica (* 1936.)
- 30. kolovoza – Peggy Lloyd, američka glumica (* 1913.)
- 31. kolovoza – Radoslav Stojanović, srpski političar (* 1930.)
- 31. kolovoza – Wade Belak, kanadski hokejaš na ledu (* 1976.)

### Rujan
- 2. rujna – Felipe Camiroaga, čileanski televizijski voditelj i novinar (* 1966.)
- 4. rujna – Jag Mundhra, indijski redatelj (* 1948.)
- 5. rujna – Salvatore Licitra, talijanski tenor (* 1968.)
- 5. rujna – Angioletta Coradini, talijanska astrofizičarka (* 1946.)
- 8. rujna – Mary Fickett, američka glumica (* 1928.)
- 10. rujna – Cliff Robertson, američki glumac (* 1923.)
- 11. rujna – Andy Whitfield, velški glumac i model (* 1972.)
- 13. rujna – DJ Mehdi, francuski hip-hop i elektro producent (* 1977.)
- 13. rujna – Richard Hamilton, britanski slikar i umjetnik (* 1922.)
- 15. rujna – Frances Bay, kanadska glumica (* 1919.)
- 15. rujna – Nedžad Ibrišimović, bosanskohercegovački književnik (* 1940.)
- 18. rujna – Ivo Škrabalo, hrvatski redatelj i scenarist (* 1934.)
- 20. rujna – Dolores Kerkez, hrvatska balerina i umjetnica (* 1957.)
- 21. rujna – Elena Stojanova, hrvatsko-makedonska balerina i umjetnica (* 1943.)
- 22. rujna – Vesta Williams, američka R&B pjevačica (* 1957.)
- 22. rujna – Jonathan Cecil, engleski glumac (* 1939.)
- 24. rujna – Marija Grgičević, hrvatska kazališna kritičarka (* 1929.)
- 26. rujna – Sergio Bonelli, talijanski autor stripova i izdavač (* 1932.)
- 27. rujna – David Croft, engleski scenarist, režiser i producent (* 1922.)
- 27. rujna – Eduard Strenja, hrvatski fotoreporter (* 1953.)
- 29. rujna – Sylvia Robinson, američka pjevačica (* 1936.)

### Listopad
- 4. listopada – Doris Belack, američka glumica (* 1926.)
- 5. listopada – Charles Napier, američki glumac (* 1936.)
- 5. listopada – Steve Jobs, osnivač tvrtke Apple Computer (* 1955.)
- 6. listopada – Diane Cilento, australska glumica (* 1933.)
- 7. listopada – George Baker, engleski glumac (* 1931.)
- 7. listopada – Ramiz Alia, albanski političar (* 1925.)
- 8. listopada – Mikey Walsh, američki glazbenik (* 1971.)
- 8. listopada – David Hess, američki glumac i pjevač (* 1936.)
- 9. listopada – Ljubo Stipišić, hrvatski melograf, aranžer, skladatelj i dirigent (* 1938.)
- 12. listopada – Patricia Breslin, američka glumica (* 1931.)
- 12. listopada – Dennis Ritchie, američki računalni znanstvenik (* 1941.)
- 13. listopada – Barbara Kent, kanadska glumica (* 1907.)
- 15. listopada – Betty Driver, engleska glumica i pjevačica (* 1920.)
- 15. listopada – Franko Strmotić, hrvatski glumac (* 1944.)
- 16. listopada – Dan Wheldon, engleski automobilist (* 1978.)
- 18. listopada – Mirjana Šantek, hrvatska balerina, glumica i lutkarica (* 1931.)
- 20. listopada – Iztok Puc, slovensko-hrvatski rukometni reprezentativac (* 1966.)
- 21. listopada – Davor Senčar – Senči, hrvatski gitarist (* 1959.)
- 20. listopada – Muammar al-Gaddafi, libijski političar, državnik, vojni vođa i de facto vođa Libije (* 1942.)
- 23. listopada – Marco Simoncelli, talijanski motociklist (* 1987.)
- 23. listopada – John McCharty, američki računalni znanstvenik (* 1927.)
- 27. listopada – Radomir Konstantinović, srpski književnik i filozof (* 1928.)

### Studeni
- 1. studenog – Christiane Legrand, francuska pjevačica (* 1930.)
- 2. studenog – Dinko Fio, hrvatski skladatelj, dirigent i pedagog (* 1924.)
- 2. studenog – Sid Melton, američki glumac (* 1917.)
- 2. studenog – Andrija Fuderer, hrvatski šahist (* 1931.)
- 2. studenog – Sickan Carlsson, švedska glumica i pjevačica (* 1915.)
- 2. studenog – Tatjana Blažeković, hrvatska knjižničarka (* 1918.)
- 3. studenog – Rosángela Balbó, talijansko-meksička glumica (* 1941.)
- 4. studenog – Andy Rooney, američki radijski i televizijski scenarist (* 1919.)
- 4. studenog – Ana Štefok, hrvatska pjevačica zabavne glazbe (* 1940.)
- 5. studenog – Branko Turčić, hrvatski novinar, scenarist i pisac (* 1934.)
- 5. studenog – Viktor Snoj, hrvatsko-slovenski akademski slikar i pjesnik (* 1922.)
- 7. studenog – Joe Frazier, američki boksač (* 1944.)
- 8. studenog – Heavy D, američki glumac, reper i pjevač (* 1967.)
- 10. studenog – Petar Kralj, srpski glumac (* 1941.)
- 10. studenog – Ana Grepo, hrvatska manekenka (* 1969.)
- 11. studenog – Francisco Blake Mora, meksički političar (* 1966.)
- 13. studenog – Guido Falaschi, argentinski vozač utrka (* 1989.)
- 14. studenoga – Marijan (Mario) Kosić, hrvatski motociklistički as (* 1941.)
- 15. studenog – Dulcie Gray, britanska pjevačica i glumica (* 1915.)
- 22. studenog – Danielle Mitterrand, francuska Prva dama (* 1924.)
- 22. studenog – Srebrenka Jurinac, hrvatsko-bosanska operna pjevačica i glumica (* 1921.)
- 22. studenog – Darijo Možnik, hrvatski gimnastičar (* 1989.)
- 23. studenog – Montserrat Figueras, španjolska sopranistica (* 1948.)
- 24. studenog – Ivo Eterović, hrvatsko-srpski fotograf i umjetnik (* 1935.)
- 25. studenog – Miroslav Šicel, hrvatski književni povjesničar i esejist (* 1926.)
- 27. studenog – Lukrecija Mamić, hrvatska redovnica i humanitarka (* 1948.)
- 27. studenog – Ken Russell, britanski filmski režiser (* 1927.)
- 28. studenog – Ante Marković, hrvatski i jugoslavenski političar (* 1924.)
- 28. studenog – Želimir Zagotta, hrvatski filmski i kazališni scenograf i arhitekt (* 1925.)
- 28. studenog – Lucio Magri, talijanski novinar i političar (* 1932.)
- 29. studenog – Patrice O'Neal, američki glumac i komičar (* 1969.)
- 30. studenog – Carl Robie, američki plivač (* 1945.)
- 30. studenog – Leka, princ od Albanije, albanski princ (* 1939.)

### Prosinac
- 1. prosinca – Bill McKinney, američki glumac (* 1931.)
- 1. prosinca – Christa Wolf, njemačka spisateljica i kritičarka (* 1929.)
- 2. prosinca – Pavle Jurina, hrvatski trener i rukometaš (* 1955.)
- 2. prosinca – Branimir Koštan, hrvatski DJ (* 1979.)
- 4. prosinca – Solange Pierre, dominikanska aktivistica za ljudska prava (* 1963.)
- 4. prosinca – Sócrates, brazilski nogometaš (* 1954.)
- 6. prosinca – Dobie Gray, američki pjevač (* 1940.)
- 7. prosinca – Harry Morgan, američki glumac (* 1915.)
- 7. prosinca – Josip Barković, hrvatski književnik (* 1918.)
- 8. prosinca – Vinko Cuzzi, hrvatski nogometni reprezentativac (* 1940.)
- 10. prosinca – Vida Jerman, hrvatska glumica (* 1939.)
- 11. prosinca – Susan Gordon, američka glumica (* 1949.)
- 12. prosinca – Bert Schneider, američki filmski producent (* 1933.)
- 12. prosinca – Mălina Olinescu, rumunjska pjevačica (* 1974.)
- 12. prosinca – Predrag Ćeramilac, srpski glumac (* 1944.)
- 15. prosinca – Christopher Hitchens, englesko-američki pisac i novinar (* 1949.)
- 17. prosinca – Cesária Évora, zelenoortska pjevačica (* 1941.)
- 17. prosinca – Kim Jong-il, vođa Sjeverne Koreje od 1994. do 2011. godine (* 1942.)
- 18. prosinca – Václav Havel, češki političar (* 1936.)
- 18. prosinca – Marijan Žužej, hrvatski vaterpolist (* 1933.)
- 25. prosinca – Branko Omčikus, hrvatski slikar (* 1922.)
- 26. prosinca – Pedro Armendáriz, Jr., meksički glumac (* 1940.)
- 27. prosinca – Ante Čedo Martinić, hrvatski glumac (* 1960.)

## Obljetnice i godišnjice
- 400. obljetnica osnutka Marčanske biskupije[3]
- 160. godišnjica otkrića Bašćanske ploče zaslugom Petra Doričića bašćanskog župnika i domoljuba.
- 100. godišnjica osnivanja HNK Hajduka Split